# Mamintal Tamano
Mamintal Abdul Jabar Tamano (Tamparan, 25 december 1928 - 18 mei 1994) was een Filipijns politicus. Tamano was van 1969 tot 1972 en van 1987 tot 1992 lid van de Senaat van de Filipijnen.

## Biografie
Mamintal Tamano werd geboren op 25 december 1928 in Tamparan in de Filipijnse provincie Lanao del Sur. Zijn vader was rechter Tamano Bacaram. Na het voltooiden van de Lanao High School als valedictorian studeerde hij aan de University of the Philippines en behaalde daar in 1952 een Bachelor of Arts-diploma en in 1953 zijn bachelordiploma rechten. Aansluitend studeerde Tamano met een beurs aan de Cornell University in de Verenigde Staten, waar hij in 1958 een masteropleiding rechten voltooide. Na terugkeer in de Filipijnen was hij vrederechter in Lanao.
In 1959 werd Tamano gekozen tot vicegouverneur van de nieuwe provincie Lanao del Sur. Deze functie bekleedde hij tot eind 1963. Van 1965 tot 1969 was hij Commissaris van de Commission On National Integration, een positie waarbij hij deel uitmaakte van het kabinet van Ferdinand Marcos. Bij de verkiezingen van 1969 werd Tamano gekozen in de Senaat van de Filipijnen.
Zijn termijn in de Senaat eindigde in 1972 vroegtijdig, toen het Filipijns Congres werd opgeheven nadat president Ferdinand Marcos de staat van beleg uitriep. Na de val van Marcos door de EDSA-revolutie in 1986 werd door opvolger Corazon Aquino benoemd tot onderminister van buitenlandse zaken. Bij de eerstvolgende verkiezingen in 1987 werd hij opnieuw gekozen in de Senaat. In deze periode in de Senaat was hij onder meer lid van het Senate Electoral Tribunal.In de Senaat zette hij zich onder meer in voor meer autonomie voor de moslimminderheid in het zuiden van de Filipijnen. Ook stond hij aan de basis van de oprichting van de islamitische Al Amanah Islamic Investment Bank. Bij de verkiezingen van 1992 probeerde hij tevergeefs om herkozen te worden. 
Tamano overleed in 1994 op 65-jarige leeftijd. Hij was getrouwd met Zorayda Abbas en kreeg met haar negen kinderen. Zijn zoon Abel Tamano deed in 2010 mee aan de Senaatsverkiezingen, maar slaagde er niet in verkozen te worden.